# Petrella Salto
Petrella Salto is een gemeente in de Italiaanse provincie Rieti (regio Latium) en telt 1332 inwoners (31-12-2004). De oppervlakte bedraagt 102,0 km², de bevolkingsdichtheid is 13 inwoners per km².
De volgende frazioni maken deel uit van de gemeente: Borgo San Pietro

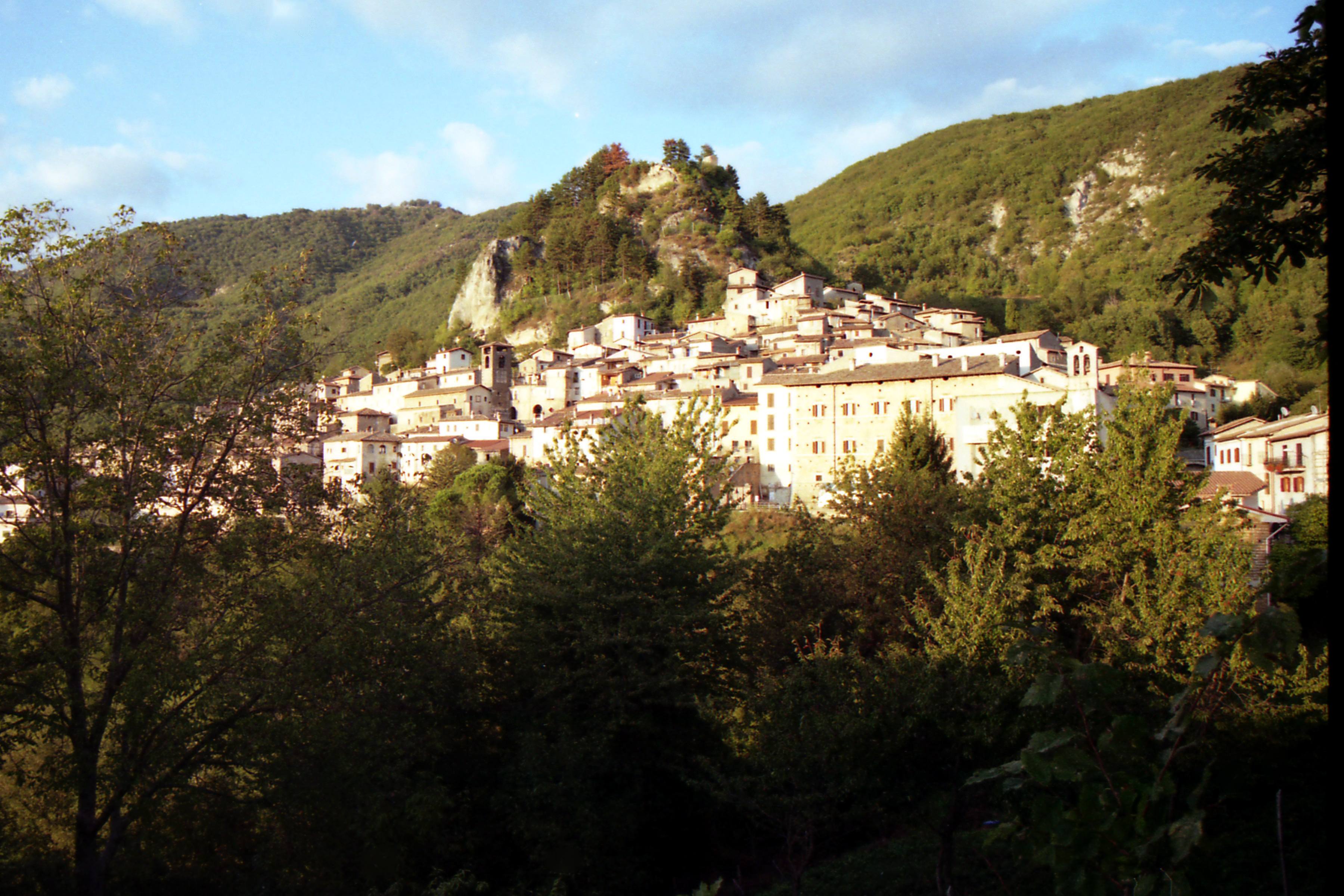
Petrella Salto
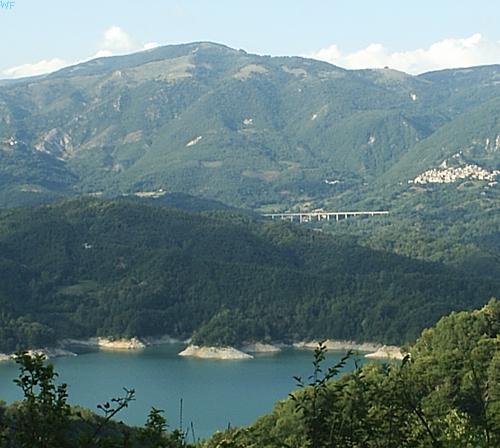
Lago Salto en Petrella

## Demografie
Petrella Salto telt ongeveer 665 huishoudens. Het aantal inwoners daalde in de periode 1991-2001 met 17,5% volgens cijfers uit de tienjaarlijkse volkstellingen van ISTAT.
| Jaar | Inwoneraantal |
| ---- | ------------- |
| 1991 | 1608          |
| 2001 | 1326          |

## Geografie
De gemeente ligt op ongeveer 786 m boven zeeniveau.
Petrella Salto grenst aan de volgende gemeenten: Antrodoco, Borgo Velino, Cittaducale, Concerviano, Fiamignano, Longone Sabino, Pescorocchiano, Varco Sabino.